# Biên giới Lào–Trung Quốc

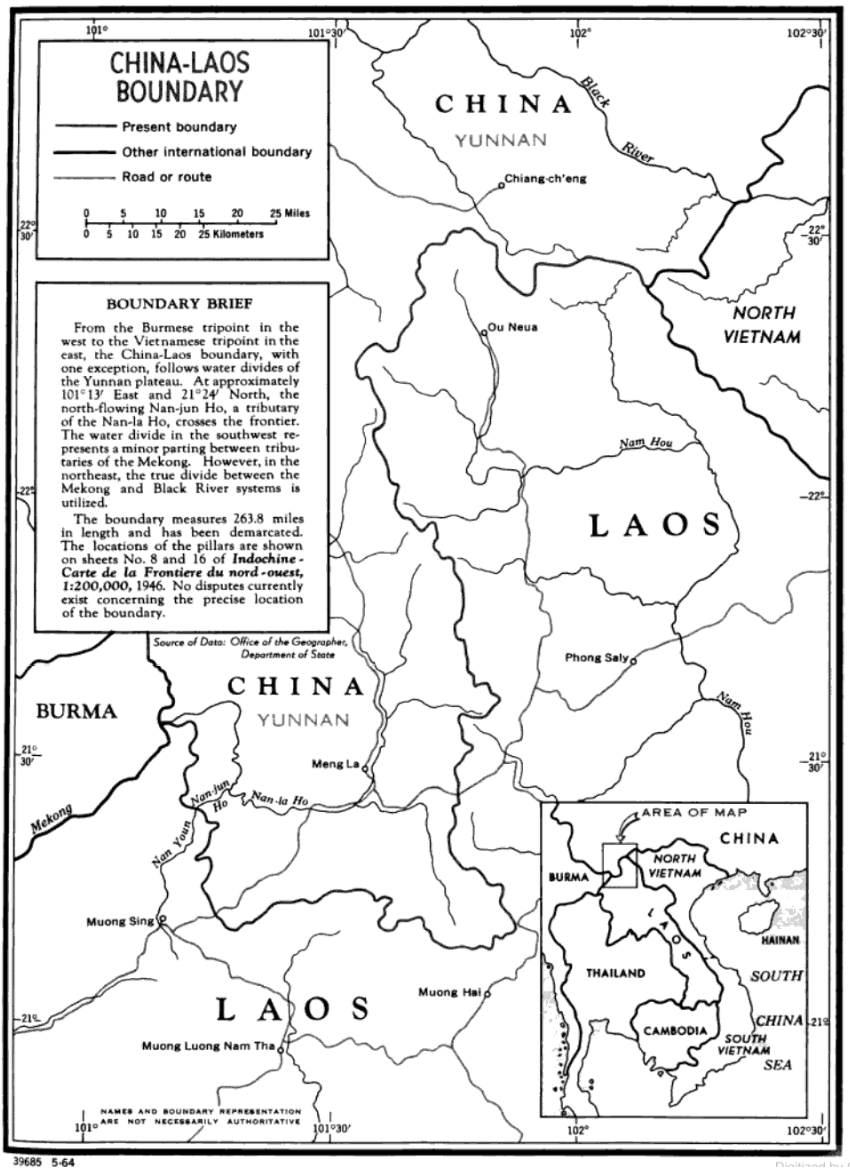
Bản đồ biên giới Trung Quốc-Lào

Biên giới Lào-Trung Quốc là ranh giới quốc tế giữa Trung Quốc và Lào, kéo dài 475 km (295 m) từ cột mốc ba nước với Myanmar ở phía tây đến điểm ba với Việt Nam ở phía đông.

## Mô tả
Biên giới bắt đầu ở phía tây tại điểm giao nhau với Myanmar trên sông Mekong, tiến về phía nam qua một loạt các đường bộ không liên tục. Biên giới sau đó quay mạnh về phía đông và tiếp tục đi qua đất liền, trước khi quay mạnh về phía bắc, tiếp tục theo hướng đó trong một khoảng thời gian, trước khi quay lại hướng đông và kết thúc tại điểm ba phía Việt Nam tại đỉnh Khoan La San.
Biên giới hai bên chủ yếu là nơi sinh sống của các nhóm dân tộc thiểu số. Về mặt địa hình, nó là núi và rừng, với một số nông nghiệp hạn chế. 
Về phía Lào, biên giới là các tỉnh Luang Namtha, Oudomxai và Phongsali, trong khi toàn bộ phía Trung Quốc thuộc tỉnh Vân Nam.

## Lịch sử
Về mặt lịch sử, khu vực biên giới này xa trung tâm của cả quyền lực Trung Quốc và Lào. Từ những năm 1860, Pháp bắt đầu thiết lập sự hiện diện trong khu vực, ban đầu là ở Campuchia và Việt Nam hiện đại, và thuộc địa Đông Dương thuộc Pháp được thành lập vào năm 1887. Pháp và Trung Quốc đã xác định biên giới giữa Bắc Kỳ (miền Bắc Việt Nam) và Trung Quốc vào năm 1887 sau chiến tranh Trung-Pháp. Lào sau đó được thêm vào thuộc địa vào năm 1893 sau chiến tranh Pháp-Xiêm, và một hiệp định biên giới phân định ranh giới Trung Quốc-Lào tại vị trí hiện tại của nó đã được ký kết vào ngày 20 tháng 6 năm 1895. Sau đó nó được phân giới trên mặt đất bằng một loạt các cột mốc.
Lào giành được độc lập một phần từ Pháp vào năm 1949, vào khoảng thời gian Mao Trạch Đông thành lập Cộng hòa Nhân dân Trung Hoa sau khi đánh bại chính phủ dân quốc của Tưởng Giới Thạch trong nội chiến Trung Quốc. Do đó, sự thích nghi của Trung Quốc với các nguyên tắc của chủ nghĩa Stalin dưới hình thức chủ nghĩa Mao đã ảnh hưởng đến chính trị Lào, thúc đẩy yêu sách giành độc lập hoàn toàn khỏi Pháp, vốn được trao vào năm 1953. Ranh giới sau đó trở thành một giữa hai quốc gia độc lập có chủ quyền. Biên giới hai nước được khảo sát lại và phân định vào tháng 4 năm 1992.

## Cửa khẩu biên giới
Có hai cửa khẩu biên giới. Cửa khẩu chính được đặt tại Ma Hàm-Boten. Một cửa khẩu thứ hai là tại Lantouy xa hơn về phía đông bắc (chỉ dành cho công dân Trung Quốc và Lào). Có hai tuyến đường sắt đi qua biên giới là đường sắt Viêng Chăn – Boten và đường sắt Ngọc Khê – Ma Hàm kết nối Côn Minh với Viêng Chăn đã hoàn thành vào năm 2021.